# Gare de Matsugishi
La gare de Matsugishi (松岸駅, Matsugishi-eki) est une gare ferroviaire japonaise située dans la ville de Chōshi dans la préfecture de Chiba. Elle est gérée par la East Japan Railway Company (JR East).

## Situation ferroviaire
La gare de Matsugishi est située au point kilométrique (PK) 117,3 de la ligne Sōbu. Elle marque la fin de la ligne Narita.

## Histoire
La gare a été inaugurée le 1er juin 1897.

## Service des voyageurs

### Accueil
La gare dispose d'un bâtiment voyageurs, avec guichet, ouvert tous les jours.

### Desserte
- Ligne Sōbu :
  - voie 1 : direction Chiba
  - voie 3 : direction Chōshi
- Ligne Narita :
  - voie 2 : direction Narita et Sakura